# Can Curt (Vilablareix)
Can Curt és una masia de Vilablareix (Gironès) inclosa a l'Inventari del Patrimoni Arquitectònic de Catalunya.

## Descripció
És una masia de construcció tradicional però reformada i ampliada a la part superior i posterior, l'any 1959, canviant sensiblement la seva forma primitiva. La façana principal, tallada per l'actual terrassa, resta arrebossada i pintada de blanc. La porta té llinda superior i impostes que ajuden a salvar la llum de la portalada, típica reminiscència medieval. Les finestres de la planta superior són de pedra amb elements decoratius florals gòtics i ampits motllurats. La planta baixa és feta a base de voltes d'arc rebaixat. La planta superior és reformada, amb bigues de formigó i revoltons.